# Woodsia pseudopolystichoides
Woodsia pseudopolystichoides är en hällebräkenväxtart som först beskrevs av Aleksandr Vasiljevitj Fomin, och fick sitt nu gällande namn av Kiselev och Shmakov. Woodsia pseudopolystichoides ingår i släktet Woodsia och familjen Woodsiaceae. Inga underarter finns listade.